# Verkehrsgemeinschaft am Bayerischen Untermain

Logo Verkehrsgemeinschaft am Bayerischen Untermain

Die Verkehrsgemeinschaft am Bayerischen Untermain (Abkürzung: VAB) ist eine 1995 gegründete Verkehrsgemeinschaft, die vorwiegend am Bayerischen Untermain tätig ist. Unter ihrem Dach fahren Busse und Züge der Stadtwerke Aschaffenburg (StwAB), der Kahlgrund Verkehrs-GmbH (KVG), der Verkehrsgesellschaft Untermain (VU), der Deutschen Bahn AG und der Ehrlich Touristik GmbH & Co. KG (ET).

## Allgemeines
Das Tarifgebiet umfasst die Landkreise Aschaffenburg und Miltenberg mit allen kreisangehörigen Städten und Gemeinden sowie die kreisfreie Stadt Aschaffenburg. Darüber hinaus werden Hasloch und Kreuzwertheim im Landkreis Main-Spessart, Schaafheim mit seinen Ortsteilen Mosbach und Radheim, die hessische Stadt Babenhausen im Landkreis Darmstadt-Dieburg, sowie Freudenberg und Wertheim im baden-württembergischen Main-Tauber-Kreis und Mudau im baden-württembergischen Neckar-Odenwald-Kreis angedient. Mit insgesamt 70 Linien werden 388.000 Einwohner in 65 Städten und Gemeinden an den ÖPNV angeschlossen. Die Fahrgäste können an ca. 1.900 Haltestellen einsteigen und mehr als 1.400 km² durchfahren.
Laut neuesten Fahrgastzahlen (2013) werden im Jahr rund 27 Millionen Passagiere befördert.

## Geschichte der VAB

### 1995–2000
Am 1. November 1995 nahm die VAB als Unternehmensverbund der StwAB, VU und KVG ihren Betrieb auf. Ein einheitlicher Tarif wurde geschaffen, sodass alle Busse mit einem Fahrschein nutzbar sind.
Mit dem Fahrplanwechsel im Mai 1996 gab es den ersten Gemeinschaftsfahrplan. Es erfolgt eine Neuordnung der Linien, eine Verdichtung der Takte sowie eine bessere Synchronisation der einzelnen Busse. Seitdem fahren bis auf wenige Ausnahmen alle Linien nach Aschaffenburg und im Obernburger Raum mindestens stündlich, in der Stadt Aschaffenburg teilweise alle 15 Minuten.
Seit die Deutsche Bahn im Jahr 2000 in den Verbund einstieg, können mit dem VAB-Ticket alle RegionalBahnen (RB) und RegionalExpresszüge (RE) auf den Bahnstrecken von Kahl am Main, Stockstadt, Heigenbrücken, Miltenberg, Wertheim und Schneeberg nach Aschaffenburg genutzt werden.

### 2001–heute
Im Jahr 2003 wurde der VAB-RMV Übergangstarif ins Leben gerufen. Somit ist es Fahrgästen möglich, mit einer Fahrkarte auch Ziele des hessischen Rhein-Main-Verkehrsverbunds zu erreichen.
Im August 2004 wurde die VAB-Abo-Karte eingeführt. Damit ist es Schülern, Auszubildenden, Studenten sowie Erwachsenen möglich, günstiger alle Nahverkehrsmittel der VAB-Region uneingeschränkt zu nutzen.
Im Herbst 2008 wurde an der Westseite des Aschaffenburger Hauptbahnhofes der neue Regionale Omnibusbahnhof (ROB) eröffnet. Anstatt entlang der gesamten Ludwigsstraße vor dem Haupteingang des Hauptbahnhofs verteilt, liegen alle Haltestellen zentral am ROB.
Seit dem Fahrplanwechsel 2008/2009 verkehrt die Verkehrsgesellschaft Untermain unter dem Namen DB Untermainbus.
Seit dem 1. August 2009 gelten die Jahresnetzkarten für Erwachsene und Auszubildende auf der Buslinie Miltenberg–Wertheim–Würzburg, auf welcher regulär der Tarif des Verkehrsverbund Rhein-Neckar (VRN) zur Anwendung kommt.
Seit dem 1. Januar 2013 gilt die Bahncard 100 im gesamten VAB-Gebiet.

## Linien

### Buslinien der Stadtwerke Aschaffenburg
Die Stadtwerke Aschaffenburg betreiben in Aschaffenburg und den unmittelbaren Nachbargemeinden insgesamt 15 Buslinien.
- 1  Aschaffenburg ROB –  Obernau –  Sulzbach
- 2  Aschaffenburg ROB – Strietwald
- 3  Aschaffenburg ROB – Leider – Waldfriedhof –  Stockstadt
- 4  Aschaffenburg ROB – Schweinheim
- 5  Aschaffenburg ROB – Gailbach – Dörrmorsbach
- 6  Aschaffenburg ROB – Nilkheim
- 7  Aschaffenburg ROB – Goldbach/Kugelberg – Unterafferbach
- 8  Aschaffenburg ROB – Damm
- 9  Aschaffenburg ROB – Glattbach
- 10 Aschaffenburg ROB – Schweinheim Blütenstraße – Steubenstr.
- 11 Aschaffenburg ROB – Dämmer Tor – Strietwald Industrie
- 12 Aschaffenburg ROB – Klinikum
- 14 Aschaffenburg ROB – Mainaschaff
- 15 Aschaffenburg ROB – Bessenbacher Weg – Schweinheim Steubenstr.
- 16 Aschaffenburg ROB – Klinikum –  Haibach – Grünmorsbach – Dörrmorsbach

### Buslinien der Kahlgrunder Verkehrsgesellschaft
- 20 Aschaffenburg – Goldbach – Hösbach – Feldkahl – Sommerkahl – Schöllkrippen
- 21 Aschaffenburg – Goldbach – Hösbach, Sand – Wenighösbach – Unterafferbach
- 23 Aschaffenburg – Goldbach – Hösbach – Mömbris  – Brücken
- 24 Aschaffenburg – Steinbach – Oberafferbach – Breunsberg – Daxberg
- 25 Aschaffenburg –  Johannesberg – Mömbris – Geiselbach – Schöllkrippen
- 26 Hemsbach – Mömbris – Rappach – Klinger –  Hohl – Rückersbach – Oberafferbach
- 27 Schöllkrippen – Edelbach – Wiesen
- 28 Heigenbrücken – Jakobsthal/Heinrichsthal – Schöllkrippen/Wiesen
- 29 Krombach – Schöllkrippen
- 29 S Schöllkrippen – Geiselbach – Krombach – Blankenbach
- 30 Schöllkrippen – Westerngrund – Gelnhausen – Bernbach – Somborn
- 31 Aschaffenburg – Mainaschaff – Kleinostheim Waldstadt –  Dettingen – Alzenau –  Albstadt – Somborn
- 32 Kahl – Karlstein – Alzenau
- KEX 33 Kahlgrundexpress Schöllkrippen – Aschaffenburg
- 55 Aschaffenburg – Mömlingen – Obernburg-Elsenfeld
- 56 Sulzbach – Niedernberg – Großostheim
- 60 Aschaffenburg – Niedernberg – Obernburg-Elsenfeld
- 68 Mömlingen – Eisenbach – Obernburg-Elsenfeld
- 78 Schulverband Obernburg

### Buslinien von DB Untermainbus
- 40 Aschaffenburg – Haibach – Mespelbrunn – Dammbach
- 41 Aschaffenburg – Bessenbach – Hösbach-Bahnhof
- 42 Aschaffenburg – Hösbach – Hösbach Bhf – Waldaschaff – Rothenbuch – Weibersbrunn
- 43 Aschaffenburg – Goldbach – Hösbach/Haibach – Hösbach, Bhf
- 44 Aschaffenburg – Goldbach – Hösbach – Laufach – Hain
- 45 Aschaffenburg – Goldbach – Hösbach – Sailauf – Eichenberg
- 47 Wochenendverkehr Hochspessart (nur samstags, sonn- und feiertags)
- 50 Aschaffenburg – Mainaschaff – Kleinostheim – Karlstein – Kahl
- 52 Schulverbund Großostheim
- 53 (BG2) Aschaffenburg – Großostheim – Ringheim – Schaafheim – Babenhausen
- 54 (BG3) Aschaffenburg – Großostheim – Pflaumheim – Schaafheim – Babenhausen
- 58 Aschaffenburg – Mainaschaff – Zellhausen – Seligenstadt – Weiskirchen
- BG1 Kleinwallstadt Bhf – Niedernberg – Großostheim – Schaafheim – Babenhausen – Rodgau-Dudenhofen Bhf
- 61 Aschaffenburg – Sulzbach – Kleinwallstadt – Erlenbach –  Klingenberg – OBB-Elsenfeld – Mönchberg
- 62A Roßbach – Volkersbrunn – Heimbuchenthal
- 62 Aschaffenburg – Leidersbach – Hausen – OBB-Elsenfeld
- 63 Aschaffenburg – Gailbach – Soden – Sulzbach – Dornau – Kleinwallstadt
- 64 Hessenthal – Krausenbach – Neuhammer – Eschau – Elsenfeld
- 65 Streit – Mechenhard – Erlenbach
- 67 Klingenberg – Wörth (Stadtbus) – Haingrund – Seckmauern
- 69 Elsenfeld – Rück – Streit – Eschau – Eichelsbach – Elsenfeld
- 71 Schulverband Kleinwallstadt
- 73 Leidersbach – Ebersbach – Roßbach – Volkersbrunn
- 74 Schulverband Mönchberg – Eschau
- 76 Schulverband Klingenberg
- 80 Miltenberg – Großheubach – Miltenberg – Bürgstadt – Miltenberg
- 81 Miltenberg – Großheubach – Röllfeld – Klingenberg – Erlenbach
- 82 Miltenberg – Eichenbühl – Höhenorte
- 83 Miltenberg – Mönchberg – Eschau – Wildensee – Stadtprozelten – Wertheim
- 84 Miltenberg –  Breitendiel – Mainbullau – Weilbach – Amorbach
- 85 Miltenberg – Freudenberg – Collenberg – Stadtprozelten – Wertheim
- 86 Miltenberg – Rüdenau – Kleinheubach – Laudenbach – Miltenberg
- 87 Miltenberg – Wenschdorf – Monbrunn – Schippach – Berndiel
- 88 Breitendiel – Stadtverkehr Miltenberg
- 92 Stadtverkehr Amorbach
- 93 Schneeberg / Kirchzell – Amorbach – Kleinheubach – Glanzstoffwerke
- 94 Amorbach – Weilbach – Weckbach – Gönz
- 95 Amorbach – Kirchzell – Watterbach – Breitenbuch/Ottorfszell
- 96 Amorbach – Buch – Preunschen – Mörschenhardt – Mudau
- 97 Amorbach – Neudorf – Reichartshausen – Gottersdorf
- 98 Amorbach – Boxbrunn – Beuchen
- 99 Amorbach – Schneeberg – Hambrunn – Zittenfelden

### Buslinien außerhalb der VAB
- 20 Mömlingen – Breuberg – Höchst
- 566 Hanau – Großkrotzenburg – Kahl
- OF-85 Aschaffenburg – Zellhausen – Seligenstadt – Froschhausen – Weiskirchen – Obertshausen
- 972 Freudenberg – Wertheim – Freudenberg
- 977 Miltenberg – Würzburg – Miltenberg

### Bahnlinien der DB AG
- 640 Frankfurt am Main – Hanau – Aschaffenburg ab Kahl am Main
- 642 Hanau – Kahl – Alzenau – Schöllkrippen ab Kahl am Main
- 651 Wiesbaden – Mainz – Darmstadt – Aschaffenburg ab Stockstadt am Main
- 781 Aschaffenburg – Miltenberg – Wertheim
- 784 Seckach – Walldürn – Miltenberg ab Schneeberg
- 800 Aschaffenburg – Gemünden am Main – Würzburg bis Heigenbrücken